# Failacôr
Failacôr oder Failacor war ein timoresisches Reich. Es lag südlich von Dili, der Hauptstadt des heutigen Osttimor, und wird in der Liste der Reiche in Portugiesisch-Timor von Afonso de Castro, dem ehemaligen Gouverneur der Kolonie (1859–1863), mit aufgeführt. Um 1854 soll es etwa 20.000 Einwohner gehabt haben.

## Geschichte

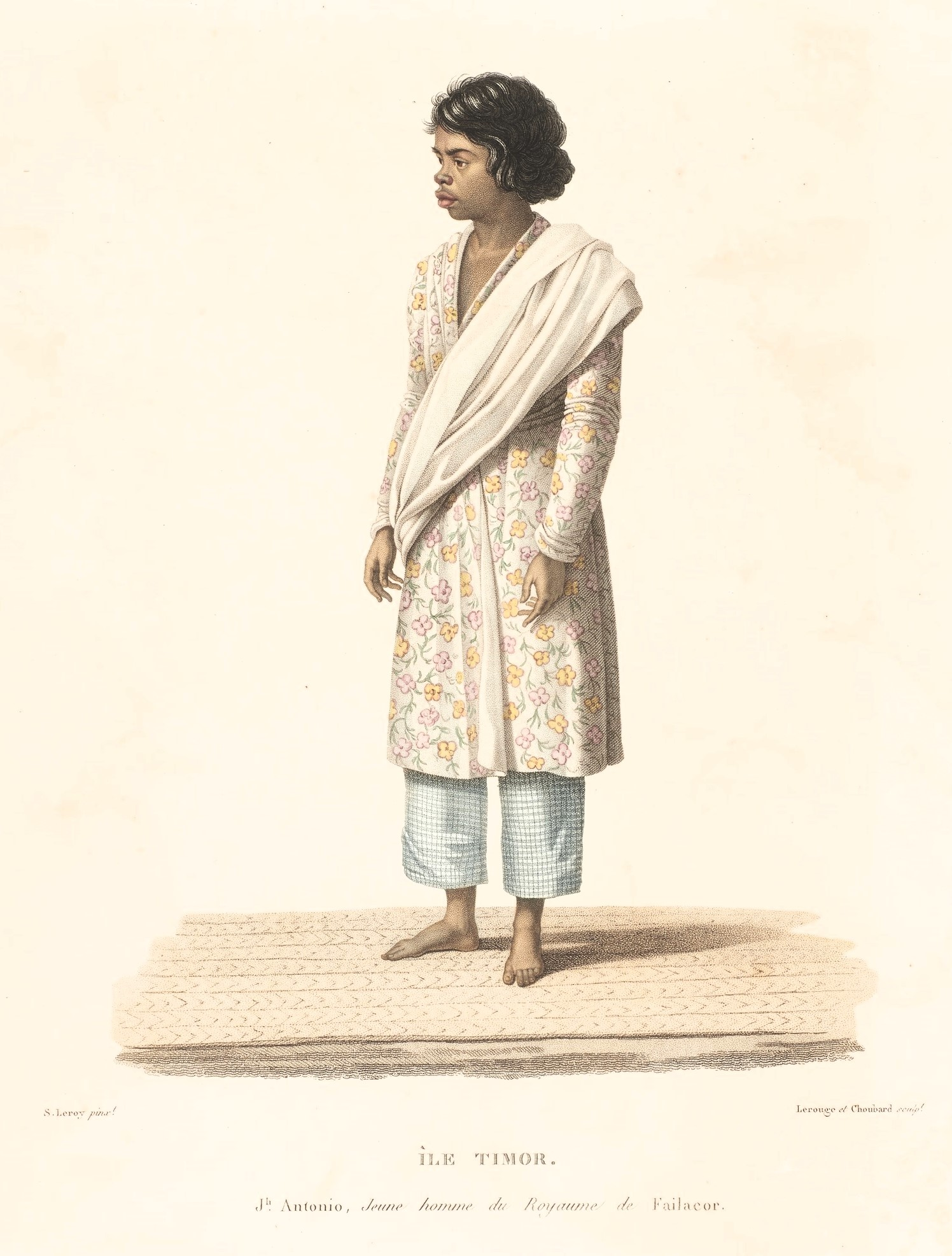
Joseph Antonio, der Junge aus Failacôr (1818)

Als der französische Forschungsreisende Louis de Freycinet 1818 in Dili ankerte, machte ihm der portugiesische Gouverneur José Pinto Alcoforado de Azevedo e Sousa (1815–1820) zum Abschied zwei kleine Jungen und zwei Mädchen zum Geschenk. Sie stammten aus dem Reich Failacôr. Freycinet sah sich gezwungen, das Geschenk nicht völlig abzulehnen und nahm einen Jungen mit, der auf den Namen Joseph Antonio getauft wurde. Er starb im Alter von 16 Jahren in Paris an Skrofulose, einer tuberkulösen Haut- und Lymphdrüsenerkrankung.
1860 wurde Failacôr von den Portugiesen der Militärkommandantur Dili zugeordnet, dies blieb auch so nach der Neuordnung 1883.
1867 wurde ein Aufstand von Failacôr durch die Portugiesen niedergeschlagen. 1880 unterschrieb die Herrscherin Dona Senhorinha Pimentel für Failacôr einen Vertrag, in dem sie die Vasallenschaft unter Portugal anerkannte. Doch das Reich leistete weiter Widerstand und griff immer wieder zu den Waffen. Gouverneur José Celestino da Silva (1894–1908) erklärte Failacôr schließlich für aufgelöst, der Herrscher Dom Gregorio wurde inhaftiert und sein Territorium aufgeteilt. Die Region Carahil sollte zunächst dem Reich von Motael zugeordnet werden, doch die Einwohner von Carahil weigerten sich. Daher wurde Carahil 1900 zur eigenständigen Region erklärt, und da die staatliche Plantage Granja Remexio sich dort befand, erhielt das Territorium den Namen Remexio. Ein Militärkommandant in Remexio übernahm die Verwaltung. Die Einwohner wurden angewiesen, Arbeitskräfte auf der Plantage zu stellen.
1901 verteilte Gouverneur Silva die anderen Sucos. Der Suco Dato kam zum Reich Caimau, Laclo erhielt den Suco Aço-loc, und dem Reich Turiscai wurden die Sucos Quileimera, Aimeta und Saçai zugeteilt. Dafür wurden den vergrößerten Reichen höhere Steuern auferlegt.

## Herrscher
- Dom Domingos da Costa (1815)

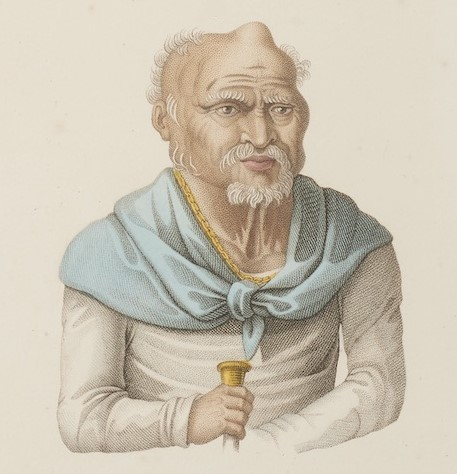
Loukassi di Amara, Herrscher von Failacôr (1818)

- Dom António da Costa Seabra (1854 – etwa 1860)
- Dona Senhorinha Pimentel (1880–1884)[14]
- Dom Gregorio (1900)[10][11]